# فنیل‌بوتازون
فنیل‌بوتازون (انگلیسی: Phenylbutazone) دارویی است که از موارد استعمال آن می‌توان به آرتروپاتی‌های دردناک، سینوویت، آرتروز، اسپوندیلوز، لومبالژی، سیاتالژی و براکیالژی اشاره کرد.

## موارد منع استعمال
از موارد منع استعمال این دارو قرحه‌های معده و اِثناعَشَر، حساسیت به پیرازولها، نارسائی‌های قلبی-کلیوی و کبدی اشاره کرد.

## ملاحظات
مصرف آن در ۳ ماهه اول بارداری ممنوع است.

## نگارخانه